# 엑스 대 세버
《엑스 대 세버》(Ballistic: Ecks Vs. Sever)는 미국에서 제작된 위치 카오새야난다 감독의 2002년 액션, 스릴러 영화이다. 안토니오 반데라스 등이 주연으로 출연하였고 크리스 리 등이 제작에 참여하였다.

## 출연

### 주연
- 안토니오 반데라스
- 루시 리우

### 조연
- 그레그 헨리
- 레이 파크
- 탈리사 소토
- 미구엘 샌도발

## 기타
- 라인프로듀서: 앤드류 슈거맨
- 협력프로듀서: 언스트-오거스트 슈나이더
- 미술: 더글라스 히긴스
- 의상: 마갈리 기다스치
- 배역: 스투어트 아이킨스
- 배역: 제프 제라드

## 사운드트랙
1. "Main Title"
2. "The Name of the Game"
3. "Smartbomb" [Plump Dj's Remix]
4. "Heaven Scent" [Original Mix]
5. "The Flow"
6. "I Think of You" [Screamer Remix]
7. "Hell Above Water"
8. "Go"
9. "Bloodlock"
10. "I Need Love"
11. "The Aquarium"
12. "Time"
13. "Anytime"